# Train Fantôme
Der Train Fantôme (auf Deutsch Geisterzug) war ein mit knapp 700 Menschen gefüllter Deportationszug, der ab 3. Juli 1944 durch Frankreich irrte, um am 28. August 1944 im Konzentrationslager Dachau anzukommen.
Am 30. Juni 1944 wurden 403 Insassen des Internierungslagers Le Vernet, die meisten von ihnen Widerstandskämpfer ausländischer Herkunft, mit Lastwagen und Bussen in die Caffarelli-Kaserne in Toulouse transportiert. Hinzu kamen dort 150 männliche Gefangene aus dem Toulouser Gefängnis Saint-Michel sowie 24 Frauen. Alle zusammen wurden am 2. Juli 1944 zum Bahnhof Raynal gebracht und in einen Güterzug gepfercht. Am 3. Juli 1944 verließ dieser Zug Toulouse.
Die Fahrt sollte ursprünglich über Westfrankreich nach Compiègne bei Paris führen. Stattdessen hielt der Zug vom 12. Juli bis zum 8. August in Bordeaux. Während dieser Zeit wurden die Männer in der Synagoge, die Frauen in der Caserne Boudet untergebracht.  Dann ging die Fahrt über Bordeaux, Angoulême, Nîmes, Lyon, Dijon und Metz, passierte am 26. August die deutsche Grenze bei Saarbrücken und erreichte Dachau am 28. August.
An Bord befand sich neben den Gebrüdern Claude und Raymond Levy (Onkel und Vater von Marc Levy) der antifaschistische Widerstandskämpfer Francesco Fausto Nitti, der nach seiner Flucht aus dem Zug seine Erlebnisse direkt, noch während des Zweiten Weltkriegs, veröffentlichte. Dieses Zeugnis diente als Quelle zur Aufarbeitung des Themas und unter anderem als Grundlage des Buches Kinder der Hoffnung.

## Die Etappen des Zuges

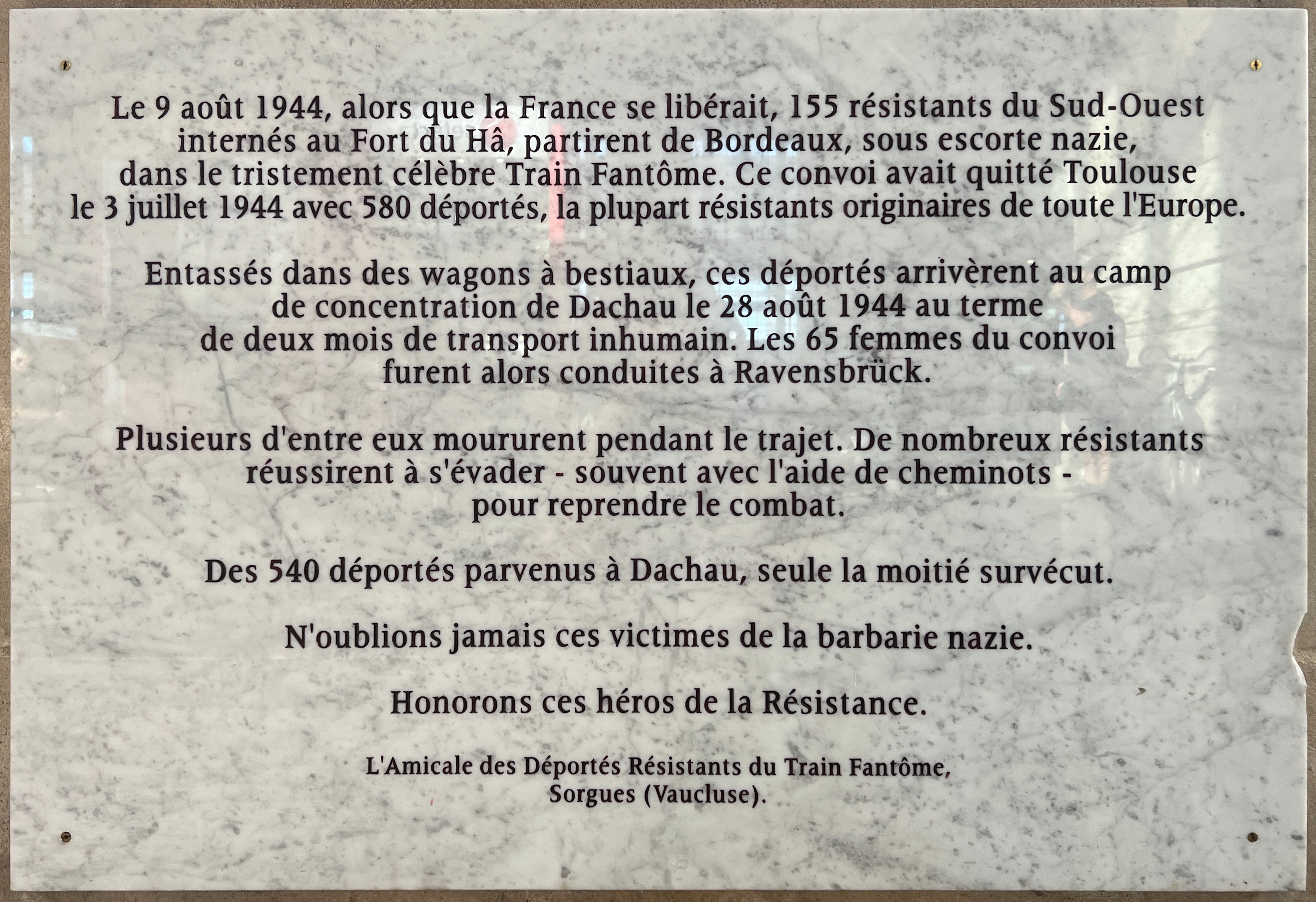
Gedenktafel an den Train Fantôme im Bahnhof Bordeaux Saint-Jean

### Toulouse bis Bordeaux
Die am 3. Juli begonnene Fahrt des Zuges in Richtung Bordeaux sollte hinter den Linien der alliierten Landung in der Normandie nach Compiègne führen. Bereits auf diesem Abschnitt gelang dem siebzehnjährigen Spanier Ange Alvarez die Flucht aus dem Zug. Nach dem Passieren von Bordeaux und der Ankunft in Angoulême näherte sich der Zug der Kriegsfront. Gleise wurden von der Résistance beschädigt, der Zug von alliierten Flugzeugen beschossen, eine Weiterfahrt unmöglich und die Rückkehr nach Bordeaux beschlossen. Der Zug erreichte noch am gleichen Abend Bordeaux, wo er drei Tage auf einem Abstellgleis stehen blieb, ehe die Gefangenen in die Synagoge von Bordeaux gebracht wurden, da Gefängnisse und Kasernen überfüllt waren. Für knapp vier Wochen waren die Deportierten eingesperrt, ehe die Fahrt am 9. August 1944 mit knapp 150 weiteren Gefangenen aus dem Fort du Hâ fortgesetzt wurde. Der insgesamt mehr als dreißig Waggons umfassende Zug enthielt alle vier bis fünf Waggons einen Fahrgastwagen der 3. Klasse, in dem unter anderem Angehörige der SS, Feldgendarmen und Offiziere Platz fanden.

### Bordeaux bis Roquemaure
Der Zug setzte seine Reise fort und fuhr ohne Zwischenhalt über Toulouse, Carcassonne, Béziers und Montpellier. Am 12. August 1944 hielt der mittlerweile von alliierten Geschwadern und Angehörigen der Résistance begleitete Train Fantôme für fünf Tage in Remoulins. Zur gleichen Zeit landeten die Alliierten an der Mittelmeerküste Frankreichs. Am 18. August 1944 setzte der mehr als 800 Meter lange Zug seine Reise fort und wurde durch den Zugführer in einer schwer einsehbaren Schlucht bei Roquemaure angehalten, da gesprengte Schienen eine Weiterfahrt unmöglich machten. Wohl während des Aufenthalts in Remoulins hatte der Zugführer die Gegend entlang der Rhône ausgekundschaftet, um eine gewisse Ortskenntnis zu erlangen.

### Marsch von Roquemaure nach Sorgues
Am 18. August 1944 begann für die Insassen des Zuges bei gleißender Hitze ein 17 Kilometer langer Fußmarsch von Roquemaure nach Sorgues, wo ein bereitgestellter Zug wartete. Zunächst ging es über die teils zerstörte Holzbrücke, die am Folgetag vollends zerbombt wurde, über die Rhône. Von dort weiter durch die Weinberge von Châteauneuf-du-Pape an den Ortseingang von Sorgues. Immer wieder gelang Deportierten unterwegs die Flucht. Während der Zug bis dato den Augen der Öffentlichkeit verborgen blieb, versammelten sich in Sorgues Hunderte Einwohner, um den ausgemergelten Gestalten Früchte, Brot, Gemüse und Wasser zu reichen, was von den deutschen Soldaten nicht unterbunden wurde. Am Bahnhof weigerte sich der Zugführer, weitere Landsleute mitzunehmen, wohl wissend, dass die Alliierten keine Deportationszüge bombardierten und somit die Résistance zur Vorsicht zwang. Mehreren Deportierten gelang beim erneuten Besteigen des Zuges, auch dank der Hilfe der Bevölkerung von Sorgues, die Flucht. Am Abend setzte der Train Fantôme seine Fahrt Richtung Norden fort.

### Sorgues bis Dachau und Ravensbrück
Nur langsam kam der Zug voran, passierte Pierrelatte und Montélimar und musste erneut in Loriol, am 20. August 1944, stoppen, da dort die Brücke über die Drôme von den Alliierten zerbombt worden und nur noch zu Fuß passierbar war. Erneut wurde den Deportierten neben ihrem eigenen Gepäck das der deutschen Soldaten aufgezwungen und sie schleppten sich auf die gegenüber liegende Seite, wo bereits ein neuer Zug, von Ästen getarnt, wartete. Dieser musste bereits frühzeitig vom Zugführer organisiert worden sein. In der Nacht vom 24. auf den 25. August gelang den Gebrüdern Lévy sowie Nitti und gut 60 anderen Deportierten im Département Haute-Marne die Flucht. Am 28. August 1944 erreichte der Zug das Konzentrationslager Dachau, die weiblichen Häftlinge durften den Zug erst am Folgetag im KZ Ravensbrück verlassen. Es existiert keine Liste, wie viele Menschen zu Beginn im Zug saßen, jedoch eine über die Ankunft in Dachau: 543 Menschen erreichten Deutschland nach fast zwei Monaten Fahrt.

## Wiederentdeckung des Train Fantôme

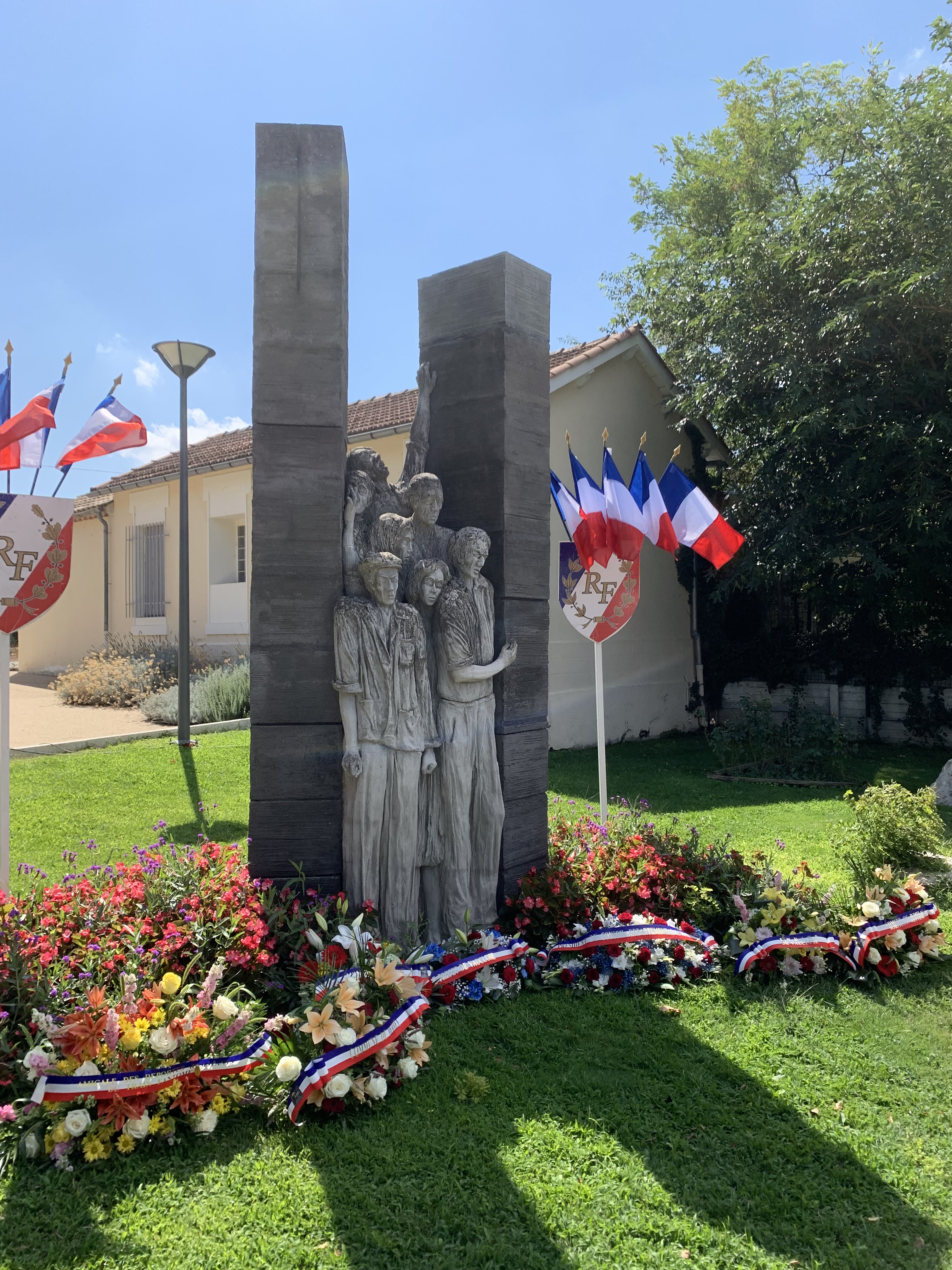
Denkmal für den Train Fantôme in Sorgues

Ursprünglicher Initiator der Wiederentdeckung des Train Fantôme war der aus Sorgues stammende Robert Silve (1923–2011). Mitte der 1980er-Jahre schaltete er mit seinem Freund Charles Teissier (1932–2020), der beim Marsch der Deportierten durch Sorgues, am 18. August 1944, zugegen war, mehrere Suchanzeigen in verschiedenen Lokalmedien, um Deportierte und Augenzeugen ausfindig zu machen und befragen zu können. Auslöser war ein Gespräch mit Antoine Cayuela (Häftlingsnummer in Dachau: 65605), einem Bürger von Sorgues mit spanischen Wurzeln, der den Zug in Dachau hatte ankommen sehen und mit spanischen Insassen Kontakt aufnahm. Bereits kurz nach dem Zweiten Weltkrieg hatte Silve das Buch Chevaux 8 - Hommes 70 von Nitti erworben, es aber im Laufe der Zeit verloren. So schrieb er es für seine Recherchen Ende der 1980er in der Bibliothek von Avignon mit seiner Frau Edith handschriftlich ab, da das Fotokopieren aufgrund des schlechten Zustands des Exemplars untersagt war.
Als erster hat dann der Autor und FAZ-Journalist Jürg Altwegg diese Odyssee in seinem 2001 erschienenen Buch „Geisterzug in den Tod“ ausführlich beschrieben, gefolgt 2003 von Laurent Lutaud und Patricia Di Scala in  „Les naufragés et les rescapés du Train fantôme“. 2017 folgte, mit zahlreichen bisher noch nicht veröffentlichten Dokumenten und Gesprächen mit letzten Zeitzeugen, das Buch von Gerhard Bökel „Der Geisterzug, die Nazis und die Résistance“ und 2019 in überarbeiteter Fassung  „Le train fantôme, les nazis et la Résistance“.
Am 18. August 1990 fand die erste Gedenkveranstaltung für die Fahrt und die Opfer statt. Bereits ein Jahr später wurde auf Initiative des Ehepaars Silve und Teissier am Bahnhof von Sorgues ein Denkmal für den Train Fantôme eingeweiht.

## DerTrain Fantômein Literatur, Film und Radio
- 2002 erschien auf Arte Lettres du Train fantôme von Laurent Lutaud.[25]
- 2014 erschien bei Gallimard der Roman Guy von Guy Scarpetta (* 1964), in dem die Geschichte eines italienischen Antifaschisten erzählt wird, der ins Exil nach Frankreich gehen musste, sich der französischen Résistance anschloss, gegen Kriegsende gefangen wurde, mit dem Train Fantôme nach Dachau transportiert und dort ermordet wurde.
- 2016 erschien die Dokumentation Les Résistants du Train Fantôme von Jorge Amat.
- 2018 strahlte das Französische Fernsehen innerhalb der Reihe La Chaîne Histoire einen Dokumentarfilm über den Train Fantôme aus.[26]
- 2020 übertrug France Inter ein Gespräch mit dem Vize-Vorsitzenden der Amicale des Déportés du Train Fantôme, Guy Scarpetta.[27]